# 아오바급 중순양함

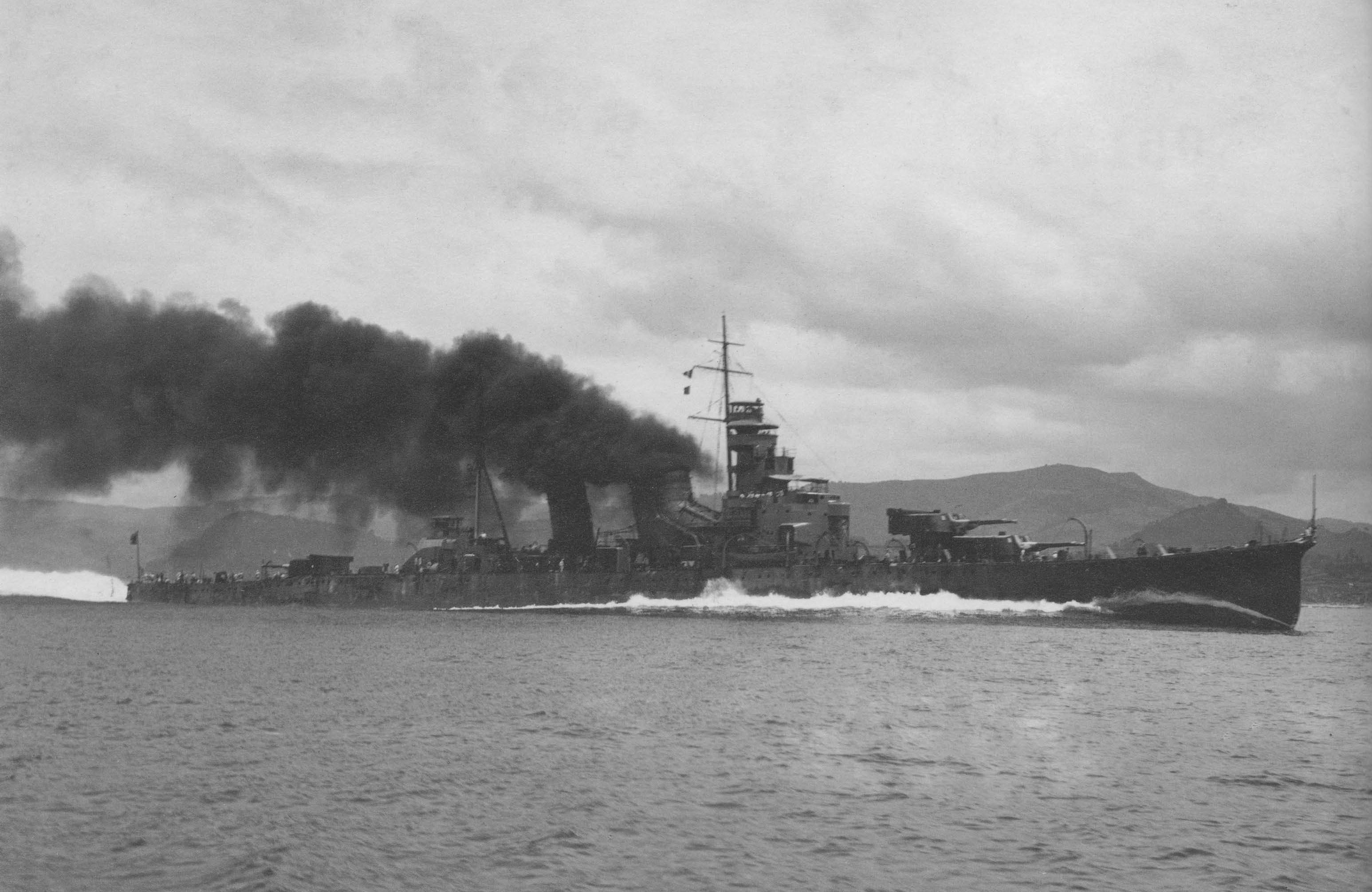
1번함 아오바

아오바급 중순양함(青葉型重巡洋艦 아오바가타 쥬쥰요칸[*])은 제2차 세계 대전 당시 일본 제국 해군의 두번째 중순양함 함급으로, 후루타카급 중순양함의 후속 함급이다. 일본 제국 해군의 두 번째 중순양함이다. 일본 제국 해군의 최초의 캐터펄드를 제2번함 키누가사에 탑재한 것이 특징이다.

## 함선 목록
1. 아오바 (靑葉) - 아오바산, 미쓰비시 중공업 나가사키 조선소
진수: 1924년 2월 4일
준공: 1926년 9월 25일
취역: 1927년 9월 20일
2. 키누가사 (衣笠) - 키누가사산, 가와사키 중공업 고베 조선소
진수: 1924년 1월 23일
준공: 1926년 10월 24일
취역: 1927년 9월 30일

## 함생
두 함 모두 취역하자 중일전쟁에 참가했다. 태평양 전쟁이 발발했을 때는 괌 전투, 웨이크 섬 전투 등에 불려나갔다. 이 즈음 고토 아리토모 제독의 휘하에 있는 제 6전대에 편성되었다. 이어 툴라기 침공과 산호해 해전에서는 제 6전대의 중순양함들과 함께 경항공모함 쇼호를 호위했다. 산호해 해전에서는 사각형 모양으로 쇼호를 둘러싸 조기 경보 임무를 띄었으나, 결국 쇼호는 격침되었다. 이 때 아오바는 정찰기를 발진시켜 미군 항모(렉싱턴, 요크타운)를 발견했으나 정규항모 쇼카쿠의 정찰기가 급유함 네오쇼를 발견한 것을 잘못 보고해 선제 공격에 실패했다. 미드웨이 해전에는 참가하지 못했으나 제 8함대에 배속되어 과달카날 전역에 배치된다. 이 때 치른 첫 전투가 바로 사보섬 해전이었다. 사보섬 해전에서는 기함으로 있지는 못했으나(기함 쵸카이) 역시 정찰기를 발진시켜 미군 함대를 찾아내었다. 결국 중순양함 4척을 공동격침하는 전과를 올렸다. 그러나 후루타카급 중순양함 카코를 잃는다. 동부 솔로몬 해전에서는 수송함대를 호위했으나 공습으로 호위에 실패한다. 에스페란스 곶 해전에서는 미군의 기습을 받아 고토 아리토모 소장이 전사하고 아오바는 대파, 후루타카가 격침, 키누가사가 소파당했다. 아오바는 수리를 해야 해서 키누가사가 제 6전대의 기함이 된다. 하지만 과달카날 해전에 참가해서 엔터프라이즈의 공습을 받고 키누가사가 격침된다. 한편 아오바는 돌아와 혼 작전이라 불리는 수송 작전에 참가하고 1944년 레이테 만 해전 당시 벌어진 다호 작전에서는 증원부대를 보내려고 노력하지만 공습을 받고 전대의 함정들이 대부분 침몰해버린다. 다만 작전 자체는 성공이었다. 이후 중순양함 토네와 함께 일본에 돌아온 두 중순양함이 된다. 아오바는 대공포대를 잔뜩 증설시켜 구레 군항에 배치된다. 구레항 공습에서는 움직이는 거의 유일한 일본군 함정으로 대공포를 쏴서 분전하지만 결국 대파 착저 후 전후에 인양돼 해체되는 것으로 함생을 마친다.